# سعید دروزه
سعید دروزه (انگلیسی: Said Darwazah) (زاده ۱۹۵۷) کارآفرین، بازرگان و مدیر ارشد اجرایی اردنی است، که در حال حاضر به‌عنوان مدیر عامل اجرایی و رئیس هیئت مدیره شرکت داروسازی حکمه فعالیت می‌کند.